# Шарування
Шарування — геометрична конструкція у топології: кажуть, що на многовиді задано шарування розмірності {\displaystyle p}, якщо многовид «нарізано» (узгодженим чином в околі кожної точки) на «шари» розмірності {\displaystyle p}.
Найбільш дослідженими є 1-вимірні шарування, породжені траєкторіями неособливих векторних полів на многовиди, і шарування корозмірності 1.
Поняття шарування природним чином виникає, у тому числі, у теорії динамичних систем: так, для гіперболічних динамічних систем існують стійке та нестійке шарування.

## Формальне означення
Кажуть, що на {\displaystyle n}-вимірному многовиді {\displaystyle M} задано {\displaystyle p}-вимірне шарування, якщо многовид покрито картами {\displaystyle U_{i}} з відповідними координатними відображеннями
{\displaystyle \varphi _{i}=(x_{i},\;t_{i})\colon U_{i}\to D^{p}\times D^{n-p},}
такими, що відображення переклейки мають вигляд
{\displaystyle \varphi _{i}\circ \varphi _{j}^{-1}(x,\;t)=(F_{ij}(x,\;t),\;T_{ij}(t)).}
Іншими словами, при переклійці друга («трансверсальна») координата визначається лише другою координатою.
У цьому випадку, розглядається відношення еквівалентності, породжене відношенням {\displaystyle p\sim p'}, якщо в одній з карт другі координаті точок {\displaystyle p} та {\displaystyle p'} збігаються. Клас еквівалентності точки {\displaystyle p} називається тоді прошарком, що проходить через точку {\displaystyle p}.
Також, якщо яка-небудь (зазвичай, скінченна, і завжди корозмірності, не меншої 2) множина точок обраними картами не покривається, кажуть, що задано осбливе шарування (або шарування з особливостями), а ці точки називають особливими точками шарування.

## Приклади
- Розбиття многовиду на траєкторії неособливого векторного поля визначає на ньому одновимірне шарування.
- Будь-яке (локально тривіальне) розшарування автоматично є шаруванням.
- Якщо задано дію фундаментальної групи многовиду {\displaystyle M} на многовиді {\displaystyle N},

{\displaystyle h\colon \pi _{1}(M)\to \mathrm {Diff} (N),}
то за ним будується надбудова — шарування , динаміка відображень голономії котрого моделює цю дію. А саме, декартовий добуток універсальної накриваючої над {\displaystyle M} та {\displaystyle N}, — многовид {\displaystyle {\tilde {M}}\times N} — з «горизонтальним» шаруванням на ньому факторизується за «діагональною» дією фундаментальної групи:
{\displaystyle \gamma (x,\;y)=(\gamma .x,\;h(\gamma )(y)).}
Так як ця дія зберігає горизонтальне шарування, це шарування опускається на фактор, визначаючи шукану надбудову.
- {\displaystyle p}-форма, яка у кожній точці многовиду задовольняє критерію Фробеніуса інтегровності поля площин, задає {\displaystyle p}-вимірне шарування цього многовиду;
- поліноміальне векторне поле у {\displaystyle \mathbb {C} ^{n}} задає особливе двовимірне шарування.

## Дотичне та нормальне розшарування шарування
Дотичні розшарування тотального многовиду шарування мають підрозшаруванням, вектори котрого дотикаються шарів, — це дотичне розшарування розшарування. Відповідне фактор-розшарування називається нормальним шаруванням розшарування.
Розшарування називається орієнтованим, якщо орієнтовано його нормальне розшарування. Відзначимо, що ні тотальний многовид, ні прошарки орієнтованого розшарування не зобов'язані бути хоча б орієнтованими.
Розшарування називається оснащеним, якщо його нормальне розшарування тривіальне та наділене визначеною тривіалізацією.

## Властивості
- Теорема Новікова стверджує, що у довільного двовимірного розшарування тривимірної сфери є компактний прошарок.
- Аргумент Хефлігера показує, що для довільного некомпактного прошарку розшарування корозмірності 1 на компактному многовиді знайдеться перетинаюча цей прошарок трансверсальна до розшарування околу.